# Keralaniltava
De keralaniltava (Cyornis pallidipes) is een zangvogel uit de familie Muscicapidae (vliegenvangers). De vogel werd in 1840 geldig beschreven door Thomas C. Jerdon als Muscicapa pallipes.

## Kenmerken
De vogel is ongeveer 15 cm lang. Het mannetje is een opvallende indigoblauwe vogel met een witte buik. Het vrouwtje is bruin van boven, met een oranje borst en ook een witte buik.

## Verspreiding en leefgebied
Deze soort is endemisch in zuidwestelijk India (deelstaat Kerala en de streek langs de westkust noordelijk daarvan). De leefgebieden liggen in natuurlijk tropisch of subtropisch bos of terreinen met struikgwas op hoogten tussen 300 en 1700 meter boven zeeniveau. Hoewel de populatie-aantallen lager worden door habitatverlies is het geen bedreigde vogelsoort.